# Xanthandrus palliatus
Xanthandrus palliatus är en tvåvingeart som först beskrevs av Fluke 1945.  Xanthandrus palliatus ingår i släktet malblomflugor, och familjen blomflugor. Inga underarter finns listade i Catalogue of Life.